# 皮茹尔德
皮茹尔德（法語：Puyjourdes，法語發音：[pɥiʒuʁd]）是法国洛特省的一个市镇，属于菲雅克区。

## 地理
皮茹尔德（44°24'27"N, 1°51'38"E）面积7.83 平方千米，位于法国奧克西塔尼大區洛特省，该省份为法国西南部内陆省份，北起顺时针与科雷兹省、康塔爾省、阿韦龙省、塔恩-加龙省、洛特-加龍省和多尔多涅省接壤。
与皮茹尔德接壤的市镇（或旧市镇、城区）包括：马尔谢勒、拉拉米耶尔、凯尔西地区利莫涅、普罗米亚讷、圣让德洛尔。

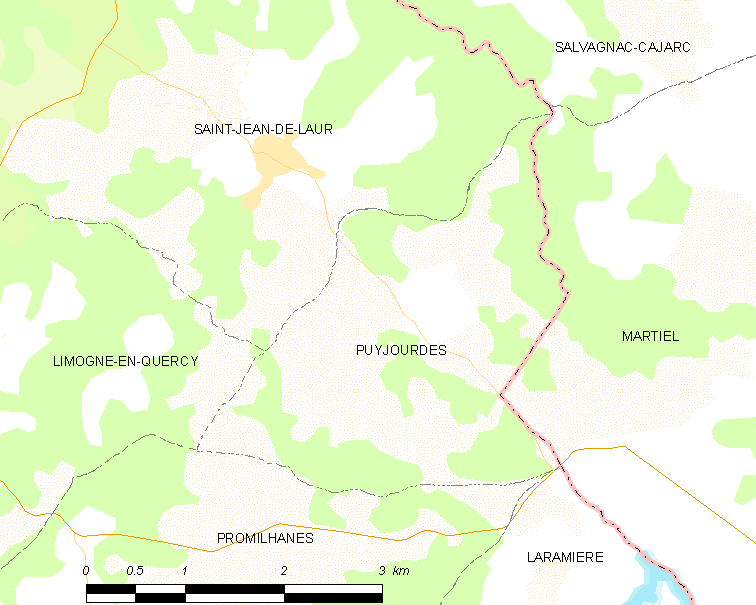
皮茹尔德的OSM定位图

皮茹尔德的时区为UTC+01:00、UTC+02:00（夏令时）。

## 行政
皮茹尔德的邮政编码为46260，INSEE市镇编码为46230。

## 政治
皮茹尔德所属的省级选区为科斯与谷地县。

## 人口

1962-2008年间皮茹尔德人口变化图示

皮茹尔德于2022年1月1日时的人口数量为90人。